# Амарула
Амарула (на английски: Amarula) е южноафрикански сметанов ликьор, който се произвежда от плодовете на дървото марула (известно и като слонско дърво). Съдържа 20% захар, 37% сметана и 17% алкохол. Производител е фирмата Southern Liqueur Co, но настоящите собственици на търговската марка и изцяло притежаващи я като дъщерно дружество е компанията Distell Group Limited. Ликьорът има голям успех на международни състезания за спиртни напитки, като например печели златен медал за 2006 г. на световното състезание за спиртни напитки в Сан Франциско.
За първи път ликьорът се появява на пазара през септември 1989 г. Има лек карамелов вкус. Напитката получава положителни отзиви, но с уговорката, че е малко по-сладка от необходимото.
Тъй като дървото марула се асоциира със слонове, производителите на напитката избират това животно за символ на ликьора, който да е изобразен на етикета.

## Производство
Плодовете на марулата, съдържащи много захар, се подлагат на ферментация, в хода на която се образува алкохол. След това получената течност се подлага на дестилация. Дестилатът се съхранява две години в дъбови бъчви. След това към него се прибавя сок от пресни плодове на марулата и сметана.